# Скляров, Андрей Владимирович
Андрей Владимирович Скляров (род. 30 сентября 1989) — российский футболист, защитник.

## Карьера
В 2006—2007 годах выступал в чемпионате Ростовской области за «Прогресс» Ростов-на-Дону. В 2008 году провёл 13 матчей во втором по силе дивизионе Финляндии в составе ТП-47. в 2009 году подписал контракт с клубом Премьер-лиги «Ростов». За молодёжную команду сыграл 12 матчей, забил один гол, за основную команду провёл один матч — 25 июля в домашней игре 15 тура против «Томи» был заменён после первого тайма из-за повреждения. В 2010 году перешёл в клуб второго дивизиона «Губкин», в составе которого из-за двух перенесённых операций сыграл три матча в первенстве и два — в Кубке России. Сезон 2011/12 провёл в клубе второго дивизиона МИТОС, отыграв четыре матча в апреле — мае 2012 года.
С 2013 года вновь играет в чемпионате Ростовской области — в ФК «Сулин» Красный Сулин (2013) и ФК «Ростсельмаш» (бывший «Прогресс», с 2014).